# Noah Galvin
Noah Galvin est un acteur et chanteur américain, né le 6 mai 1994 à Katonah (New York).
Il se fait connaître grâce au rôle de Kenny O'Neal dans la sitcom The Real O'Neals (2016-2017) et du Dr Asher Wolke dans la série télévisée The Good Doctor (depuis 2020), ainsi que le rôle-titre dans la comédie musicale de Broadway Dear Evan Hansen (2017-2018).

## Biographie

### Jeunesse
Noah Egidi Galvin naît le 6 mai 1994 et grandit à Katonah dans l'État de New York. Il a deux frères et sœurs, dont le multi-instrumentiste Yoke Lore. Son père est catholique, d'origine irlandaise et italienne, et sa mère, Abbie (née Fink), est juive. Il est donc élevé « à la fois juif et catholique en allant au catéchisme, à l'école hébraïque et à l'église », et se décrit comme juif.

### Carrière
À partir des années 2000, Noah Galvin également apparaît dans l'Off-Broadway pour des compagnies telles que Signature, Playwrights Horizons, MCC, The Public, The Culture Project, The Flea, The Wild Project, New York Theatre Workshop, the Barrow Street Theatre, Rattlestick, Ensemble Studio Theatre et bien d'autres. Il prête également sa voix pour des livres audio comme Pas raccord (The Perks of Being a Wallflower) de Stephen Chbosky et Forgive Me, Leonard Peacock de Matthew Quick.
En février 2015, on apprend qu'il est choisi pour un rôle principal du sitcom The Real O'Neals, créée par Dan Savage, dont il s'inspire librement de sa jeunesse.
En août 2017, il est choisi comme remplaçant temporaire pour le rôle-titre dans Dear Evan Hansen, après le départ de Ben Platt. Le 21 novembre, il tient le rôle et joue jusqu'au 4 février 2018. Il participe également à la production Broadway Waitress, dans laquelle il joue Ogy, entre le 29 avril et le 18 août 2019, avant que Todrick Hall ne reprenne ce rôle. En plus de ses rôles sur scène, il prête également sa voix au personnage d'Arthur dans le livre audio What If It's Us d'Adam Silvera et Becky Albertalli, ainsi que, pour le podcast Gimlet, Les Deux Princes (The Two Princes, 2019).
En 2020, Galvin rejoint la distribution principale à la fin de la quatrième saison de la série The Good Doctor dans le rôle du Dr Asher Wolke.

### Vie privée
Noah Galvin est ouvertement homosexuel. Il fait son coming-out à sa mère à l'âge de 14 ans. Depuis février 2019, il partage son temps entre Manhattan et Los Angeles, en Californie. Le 12 janvier 2020, il entame une relation avec l'acteur et chanteur Ben Platt, qu'il a remplacé dans le rôle-titre de Dear Evan Hansen en 2017.

## Filmographie

### Cinéma

#### Longs métrages
- 2018 : Assassination Nation de Sam Levinson : Marty
- 2019 : Booksmart d'Olivia Wilde : George

#### Courts métrages
- 2013 : Promised Land de Joe Turner Lin : Jackson
- 2014 : Les Aventures de la tour Wayne (Welcome to the Wayne) : Leif Bornwell III
- 2019 : Denim de Daryen Ru et Lucas McGowen : Tom
- 2020 : Theater Camp de Daryen Ru et Lucas McGowen : Bradley « Baby » Bjorn

### Télévision

#### Séries télévisées
- 2015 : The Weekend Detectives : Josh (épisode : Proof of Concept)
- 2016-2017 : The Real O'Neals : Kenny O'Neal (29 épisodes)
- 2017 : RuPaul's Drag Race : lui-même (saison 9, épisode 9 : Nina Bo'Nina Brown)
- 2020 : Luz à Osville (The Owl House) : Jerbo (voix ; saison 1, épisode 13 : The First Day)
- 2020-2024 : Good Doctor : Dr Asher Wolke (60 épisodes)
- 2021 : Zoey et son incroyable playlist (Zoey's Extraordinary Playlist) : le patient de thérapie (saison 2, épisode 11 : Le Double Rendez-vous extraordinaire de Zoey)
- 2021 : The Other Two : Eddy (saison 2, épisode 2 : Pat Connects With Her Fans)
- 2022 : Luz à Osville (The Owl House) : Jerbo (autres voix ; saison 2, épisode 13 : Any Sport in a Storm)

## Théâtre
- 2005 : Les misérables : Gavroche
- 2006 : The Who's Tommy : Tommy Walker, au théâtre de la rue Bay[14]
- 2006 : Ace : Billy Lucas, au The Repertory Theatre of St. Louis[15]
- 2008 : Norman's Ark : Harry Johnson, au John Anson Ford Amphitheatre[16]
- 2008 : Esther Demsac : Everette Brewster, au Public Theater, hors de Broadway[17]
- 2010 : Our Town : Wally Webb, au Barrow Street Theatre[18]
- 2010 : The Burnt Part Boys : Dusty Rivers, au Playwrights Horizons[19]
- 2011 : L'Île au trésor (Treasure Island) : Jim Hawkins, au Irondale Center, Off-Off-Broadway[20]
- 2013 : The Power of Duff : Ricky Duff, au Huntington Theatre Company[21]
- 2015 : What I Did Last Summer : Charly Higgins, au Pershing Square Signature Center, hors de Broadway[22]
- 2017-2018 : Dear Evan Hansen : Evan Hansen, au Music Box Theatre, Broadway[23]
- 2019 : Alice by Heart : Dodgy / Duchess / Dodo / Mock Mock Mock Mock Turtle, au théâtre MCC, hors de Broadway[24]
- 2019 : Waitress : Ogie Herbert Eincorn, au Brooks Atkinson Theatre, Broadway[25]
- 2020 : Joseph and the Amazing Technicolor Dreamcoat : Joseph, au David Geffen Hall[26]
- 2021 : Goosebumps The Musical: Phantom of the Auditorium : Brian Colson, au Todd Wehr Theater[27]

## Livres audio
- 2017 : Pas raccord (The Perks of Being a Wallflower) : Charlie Kelmeckis (rôle principal)
- 2018 : What If It's Us : Arthur Seuss (rôle principal)
- 2019-2020 : The Two Princes : Prince-Rupert (rôle principal ; 3 saisons)
- 2021 : Here's to Us : Arthur Seuss (rôle principal)